# Richard Swinburne

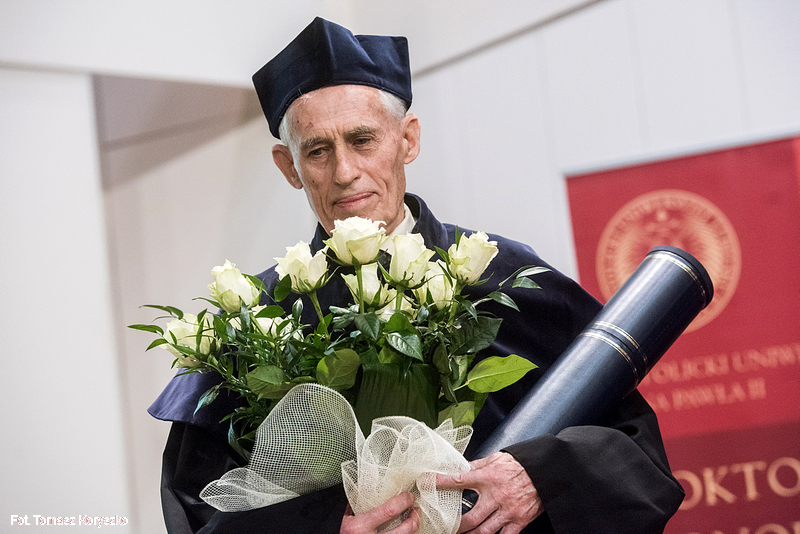
Richard Swinburne

Richard Swinburne (Smethwick, 26 december 1934) is een Engelse godsdienstfilosoof. Swinburne is emeritus hoogleraar van de Universiteit van Oxford. Hij verdedigt het zogenoemde theïsme. Het theïsme gaat ervan uit dat God bestaat en dat er deugdelijke wetenschappelijke argumenten zijn voor het bestaan van God. Een van de belangrijkste argumenten voor het bestaan van God is volgens Swinburne de gedachte dat alles een zekere logische doelmatigheid heeft. 
Swinburne merkte eens in een vraaggesprek het volgende op:
De orde in de natuur, met haar doelgerichtheid, kan niet door de wetenschap alleen worden verklaard. Ik wil het bestaan van God daarmee niet bewijzen, maar het wel als mogelijk en zeer aannemelijk voorstellen. Het bestaan van God geeft zin aan het geheel van onze ervaring. Er is een universum, er bestaan natuurwetten en er leven mensen met bewustzijn en moreel besef. Als ik naar een verklaring van al deze publieke feiten zoek, dan is voor mij het bestaan van een alwetend en almachtig God de beste verklaring. Daarnaast hebben we het getuigenis van de Schrift aangaande het leven, de dood en de opstanding van Jezus Christus. Ook dat zijn publieke feiten waarover de wetenschap zich kan buigen.
Swinburne treedt onder meer in debat met de Nederlandse atheïst Herman Philipse. Volgens Swinburne is het atheïsme een onredelijke positie. Het theïsme daarentegen is rationeel te onderbouwen. Swinburne doet voor de onderbouwing van het theïsme mede een beroep op de waarschijnlijksheidrekening. 

## Boeken van Swinburne
- The Coherence of Theism, 1977
- The Existence of God, 1979 (new edition 2004). Vertaling: Het bestaan van God, Baarn: Callenbach, 1997
- Faith and Reason, 1981
- The Evolution of the Soul, 1986
- Responsibility and Atonement, 1989
- Revelation, 1991
- The Christian God, 1994
- Is There a God?, 1996
- Providence and The Problem of Evil, 1998
- Epistemic Justification, 2001
- The Resurrection of God Incarnate, 2003